# Karibibit
Karibibit ist ein selten vorkommendes Mineral aus der Mineralklasse der „Oxide und Hydroxide (einschließlich V[5,6]-Vanadate, Arsenite, Sulfite, Selenite, Tellurite und Iodate)“. Es kristallisiert im orthorhombischen Kristallsystem mit der idealisierten Zusammensetzung Fe3+2As3+4O9 und ist damit chemisch gesehen ein Eisen-Arsenit. Da der Sauerstoff bei natürlich entstandenen Karibibiten allerdings teilweise durch Hydroxidionen ersetzt sein kann, wird die Formel in verschiedenen Quellen auch mit Fe3+2As3+4(O,OH)9 angegeben.
Karibibit entwickelt meist nur millimetergroße, faserige bis nadelige Kristalle, die überwiegend in Form spindelförmiger Faserbündel, radialstrahliger bis kugeliger Mineral-Aggregate angeordnet sind oder krustige Überzüge bilden. Seine Farbe variiert zwischen Bräunlichgelb und Bräunlichorange. Auf der Strichtafel hinterlässt das Mineral allerdings immer einen kräftig gelben Strich.

## Etymologie und Geschichte
Erstmals entdeckt wurde das Mineral in den Lithium-Pegmatiten nahe der Gemeinde Karibib in der im Westen von Namibia liegenden Region Erongo und beschrieben 1973 durch Oleg von Knorring (1915–1994), Thure Georg Sahama (1910–1983) und Pentti Rehtijärvi, die es nach seiner Typlokalität benannten.
Das Typmaterial des Minerals wird in der Abteilung für Geowissenschaften an der University of Leeds in England und der Abteilung für Geowissenschaften an der Universität Helsinki in Finland aufbewahrt.

## Klassifikation
In der veralteten 8. Auflage der Mineralsystematik nach Strunz ist der Karibibit noch nicht verzeichnet. Einzig im zuletzt 2018 überarbeiteten und aktualisierten Lapis-Mineralienverzeichnis nach Stefan Weiß, das sich aus Rücksicht auf private Sammler und institutionelle Sammlungen noch nach dieser klassischen Systematik von Karl Hugo Strunz richtet, erhielt das Mineral die System- und Mineral-Nr. IV/J.08-10. In der „Lapis-Systematik“ entspricht dies der Klasse der „Oxide und Hydroxide“ und dort der Abteilung „Arsenite (mit As3+)“, wo Karibibit zusammen mit Lazarenkoit die Gruppe der „Arsenite mit [AsxOy]-Gruppen + Ketten“ mit der System-Nr. IV/J.08 bildet.
Die seit 2001 gültige und von der International Mineralogical Association (IMA) bis 2009 aktualisierte 9. Auflage der Strunz’schen Mineralsystematik ordnet den Karibibit ebenfalls in die Klasse der „Oxide und Hydroxide“, dort allerdings in die Abteilung der „Arsenite, Antimonite, Bismutite, Sulfite, Selenite, Tellurite; Iodate“ ein. Diese ist zudem weiter unterteilt nach der möglichen Anwesenheit zusätzlicher Anionen und Kristallwasser, so dass das Mineral entsprechend seiner Zusammensetzung in der Unterabteilung „Arsenite, Antimonite, Bismutite; ohne zusätzliche Anionen, ohne H2O“ zu finden ist, wo es als einziges Mitglied die unbenannte Gruppe 4.JA.15 bildet.
Auch die vorwiegend im englischen Sprachraum gebräuchliche Systematik der Minerale nach Dana ordnet den Karibibit in die Klasse der „Oxide und Hydroxide“, dort jedoch in die Abteilung und gleichnamige Unterabteilung der „Mehrfachen Oxide“ ein, wo er als einziges Mitglied in der unbenannten Gruppe 07.10.02 zu finden ist.

## Kristallstruktur
Karibibit kristallisiert orthorhombisch mit den Gitterparametern a = 27,91 Å; b = 6,53 Å und c = 7,20 Å sowie 6 Formeleinheiten pro Elementarzelle. Die Raumgruppe wurde bisher nicht näher bestimmt.

## Eigenschaften
Karibibit ist paramagnetisch, baut also nur unter Einfluss eines externen Magnetfeldes ein eigenes Magnetfeld auf. Einige Karibibite können unter kurzwelligem UV-Licht zudem eine gelbe Fluoreszenz aufweisen.
Das Mineral ist leicht löslich in verdünnten Säuren und Alkalihydroxidlösungen.

## Bildung und Fundorte

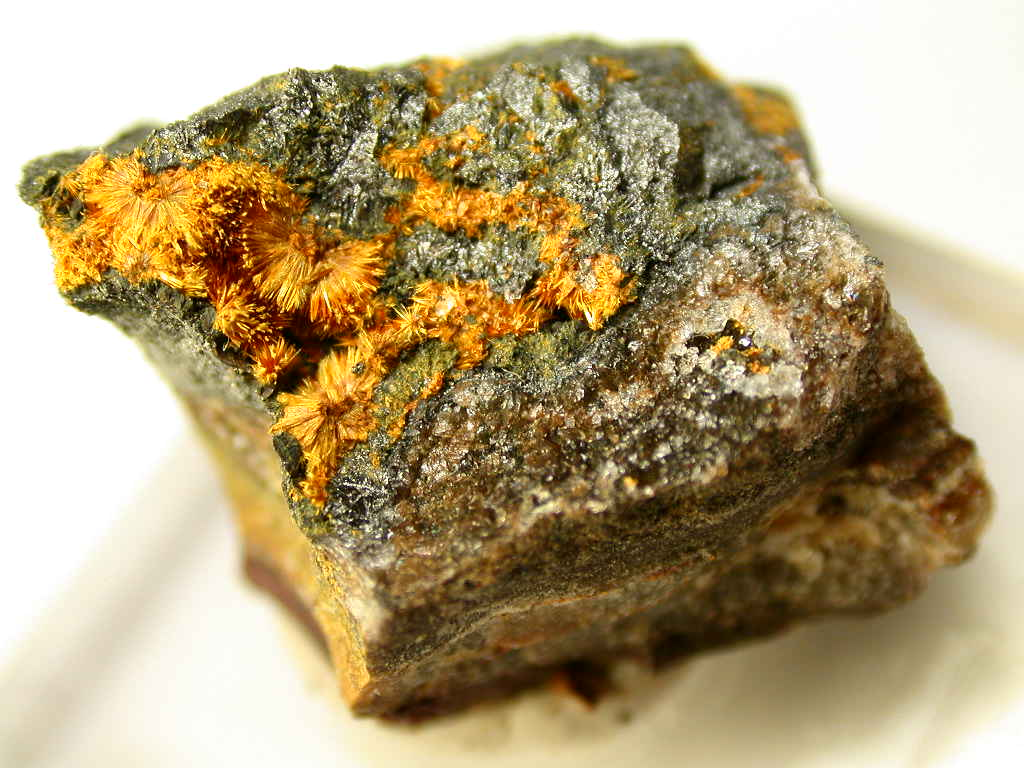
Gelblicher Karibibit als Rissfüllung in einer 2,2 cm × 1,8 cm großen Masse aus der Oumlil Mine, Bou Azzer, Marokko

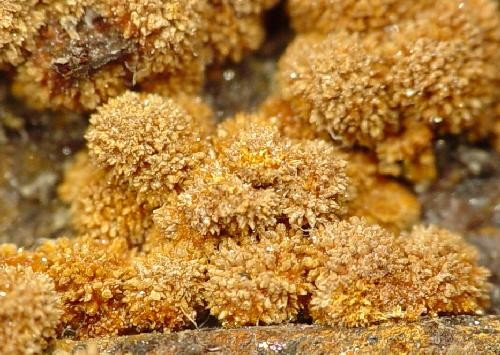
Hellgelber, kugeliger Karibibit aus der Urucum Mine, Galiléia, Minas Gerais, Brasilien (Gesamtgröße: 3,5 cm × 2,1 cm × 1,2 cm)

Karibibit bildet sich sekundär als Verwitterungsprodukt von Löllingit in granitischen Pegmatiten. Als Begleitminerale können neben Löllingit unter anderem noch Eosphorit, Parasymplesit, Quarz, Schneiderhöhnit und Skorodit auftreten.
Als seltene Mineralbildung konnte Karibibit nur an wenigen Fundorten nachgewiesen werden, wobei bisher (Stand 2014) etwa 15 Fundorte bekannt sind. Seine Typlokalität Karibib ist dabei der bisher einzige bekannte Fundort in Namibia.
Weitere bisher bekannte Fundorte sind die Almerindo Mine bei Linópolis sowie der Boca Rica Claim und die Urucum Mine bei Galiléia im Docetal (Minas Gerais) in Brasilien, die Veta Negra Mine in der Pampa Larga (Tierra Amarilla, Copiapó) in der chilenischen Región de Atacama, die Kiura Mine bei Saiki (Saeki) in der japanischen Präfektur Ōita (Kyūshū), die Kalba Range in Ostkasachstan, mehrere Gruben in Bou Azzer nahe der Stadt Tazenakht in der marokkanischen Provinz Ouarzazate (Souss-Massa-Draâ) und ein Granit-Steinbruch bei Tuften (Tvedalen) in der norwegischen Provinz Vestfold.
In Bou Azer, Marokko wurden 2004 ausgezeichnete und dichtbesetzte Stufen mit zentimetergroßen Karibibitkristallen gefunden.